# Puberdade atrasada
A Puberdade é descrita como atrasada quando um garoto ou garota que já passou da idade usual do desabrotar da puberdade não apresenta sinais hormonais de que está começando. A puberdade pode se atrasar por diversos anos e ainda ocorrer normalmente, no caso em que é considerado um atraso normal, uma variação do desenvolvimento físico saudável. O atraso da puberdade pode também ocorrer devido à subnutrição, muitas formas de doenças sistêmicas, ou a defeitos no sistema reprodutor (hipogonadismo) ou na responsividade do corpo aos hormônios sexuais.